# Noitibó-da-núbia
O noitibó-da-núbia ou noitibó-núbio (Caprimulgus nubicus) é uma espécie de noitibó da família Caprimulgidae.
Pode ser encontrada nos seguintes países: Djibouti, Egipto, Eritreia, Etiópia, Israel, Quénia, Omã, Arábia Saudita, Somália, Sudão e Iémen.